# バイ・ザ・ウェイ
『バイ・ザ・ウェイ』 (By the Way) は、レッド・ホット・チリ・ペッパーズの8枚目のスタジオ・アルバム。

## 概要
チャド・スミスが「very John」と表現したように、ジョン・フルシアンテ色が全面に押し出された作品となった。アルバムチャートでは、ついにイギリスで1位を獲得した。
コーラスの多用や、ヴォーカル・ハーモニーの強化により、全体的にポップな仕上がりとなった作品。前作に比べ、ファンク・パンク色は更に衰退しているが、ジョン・フルシアンテのギターサウンドとコーラスワークが前作以上にフィーチャーされた。
ジャケット・デザインは、ジュリアン・シュナーベルが手がけた。

## 収録曲
1. バイ・ザ・ウェイ - By the Way (3:37)
先行シングルカット曲。曲間のカッティングパートで曲調がガラリと変わる。PVはアンソニーがタクシー運転手に誘拐され、フリーとジョンが助けにいくというストーリーになっている（最後に出てくるチャドも何も知らずに同じ暴走タクシーに乗り込んでしまう）。
2. ユニヴァーサリー・スピーキング - Universally Speaking (4:19)
シングル・カット曲。以前の作品では見られなかったような明るいポップ調の曲。ミュージック・ビデオは、「バイ・ザ・ウェイ」と繋がっている。
3. ディス・イズ・ザ・プレイス - This Is the Place (4:17)
4. ドースト - Dosed (5:12)
5. ドント・フォゲット・ミー - Don't Forget Me (4:37)
6. ザ・ゼファー・ソング - The Zephyr Song (3:52)
シングルカット曲。数少ない打ち込みドラムを併用している曲でもある。
7. キャント・ストップ - Can't Stop (4:29)
シングルカット曲。シングル版はベースにスラップ色が強調されており、ライブ感の強い仕上がり。ミュージック・ビデオは、アーウィン・ヴルムの「一分間の彫刻」にインスパイアされたもの。
リリース以降多くのライブで1曲目として演奏されている。
8. アイ・クッド・ダイ・フォー・ユー - I Could Die for You (3:13)
9. ミッドナイト - Midnight (4:55)
10. スロウ・アウェイ・ユア・テレヴィジョン - Throw Away Your Television (3:44)
11. キャブロン - Cabrón (3:38)
12. テアー - Tear (5:17)
13. オン・マーキュリー - On Mercury (3:28)
14. マイナー・シング - Minor Thing (3:37)
15. ウォーム・テープ - Warm Tape (4:16)
16. ヴェニス・クイーン - Venice Queen (6:08)
肺癌で亡くなった、アンソニーの元カウンセラー、グローリア・スコットのために作曲された歌。
17. タイム - Time (3:47) ※日本盤ボーナス・トラック

## 参加ミュージシャン
- アンソニー・キーディス：ボーカル
- ジョン・フルシアンテ：ギター、コーラス、ピアノ、キーボード、モジュラー・シンセサイザー
- フリー：ベース、トランペット、ハーモニカ、コントラバス（#11）、コーラス
- チャド・スミス：ドラム、パーカッション、タンバリン